# 공공기업체
공공기업체(公共企業體)는 국가가 해야 하는 특수한 사업의 관리를 목적으로 설립되어, 국가로부터 독립한 인격을 가진 단체를 말한다. 각종의 공사나 특수은행이 이에 해당된다.

## 같이 보기
- 공기업
- 공사 (공기업)